# 加家インターチェンジ
加家インターチェンジ（かけインターチェンジ）は、愛知県東海市にある西知多産業道路（国道247号）のインターチェンジ。インターを出てすぐのところに新日鐵住金名古屋製鐵所がある。

## 接続する道路
- 東海市道大池北線[1]

## 隣
西知多産業道路
荒尾IC - 加家IC - 横須賀IC